# キャストパワー
キャストパワーは、神奈川県横浜市神奈川区に所在する日本の芸能事務所。スクール運営を行っている。

## 概説
代表の林田智がJVCエンタテインメントからオフィスのいりを経て独立して2011年に設立した芸能プロダクション。
最初は東京都に本社を置いていたが、2022年に神奈川県横浜市に移転した。

## 所属タレント
- 大島さと子
- 黒田福美
- 大浦龍宇一
- 高杉亘
- 五代高之
- 乃木涼介
- 松井紀美江
- 嶋大輔
- 浅井江理名
- 岡田理江
- 藤井かほり
- 泉川朱里
- 牛抱せん夏
- 五辻真吾
- 北川都喜子
- 末永百合恵
- らりるRIE
- 藤村はる美

## 業務提携
- 石橋保
- ビートきよし
- モト冬樹
- さとう珠緒
- 塩谷瞬
- 及川奈央
- 川嶋勝重
- 大富れい子
- 古原靖久

## 過去の所属者
- 田宮五郎（在籍中に死去）
- 木下ほうか（カクタスへ移籍）
- 平井浩基